# برکه ماهی

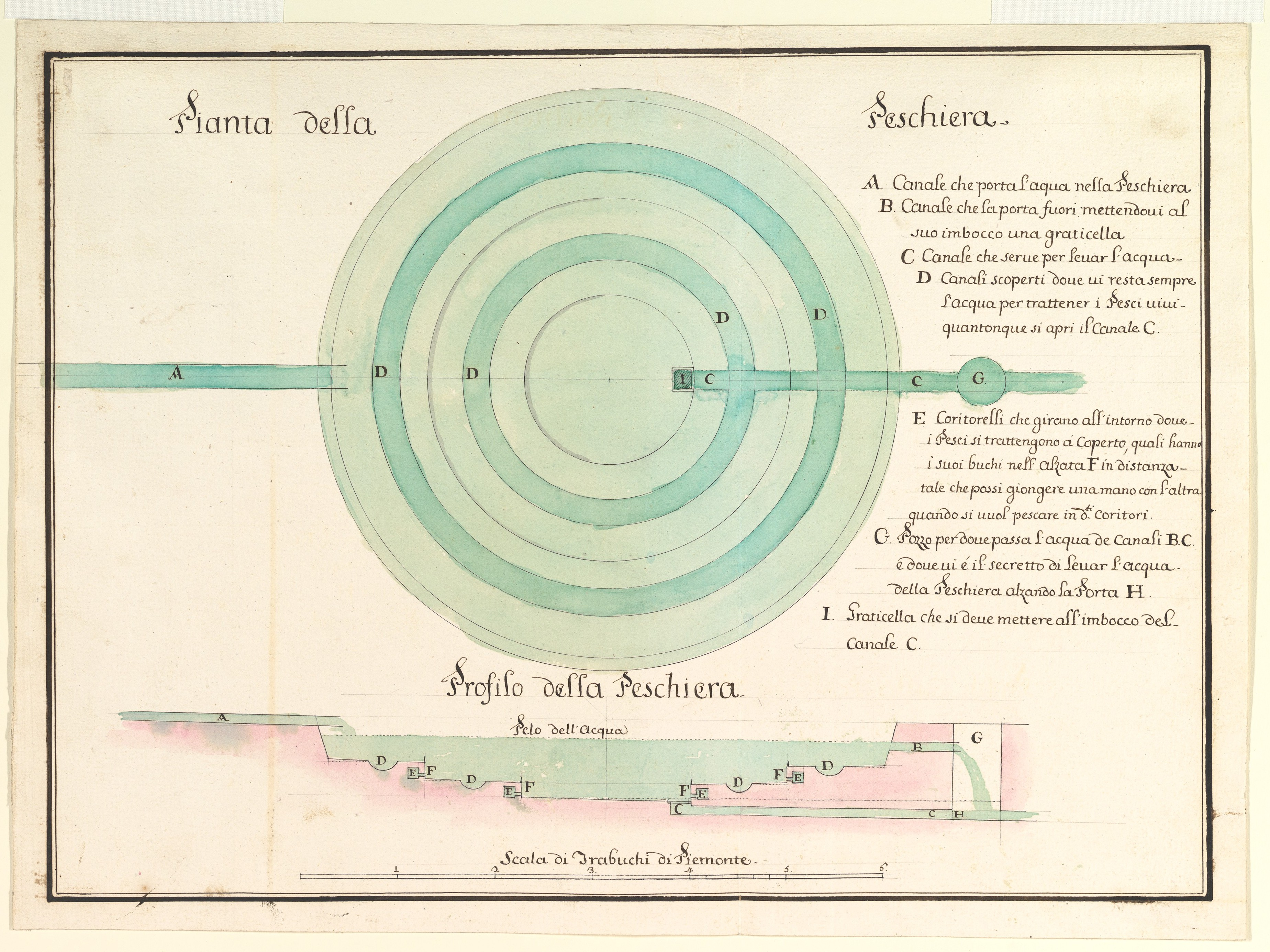
طراحی برای یک حوض ماهی در پلان و برش (ایتالیا، قرن ۱۸)

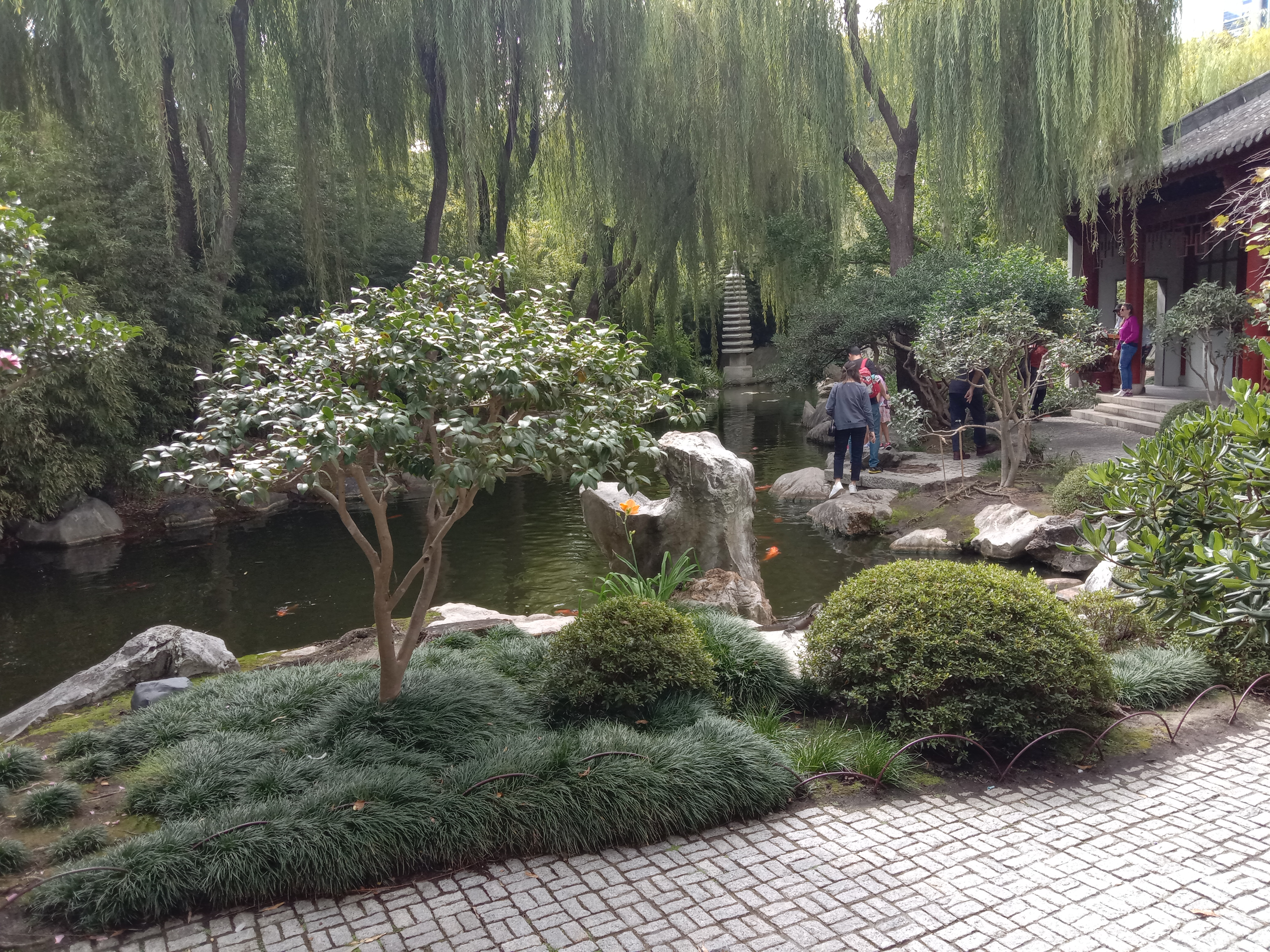
برکه ماهی زینتی در باغ چینی دوستی در سیدنی

برکه ماهی، حوض ماهی، آبگیر ماهی (به انگلیسی: Fish pond) یا استخر ماهی، یک حوضچه کنترل‌شده، دریاچه مصنوعی کوچک یا حوضه نگهداری است که دارای ماهی است و در آبزی‌پروری برای پرورش ماهی، ماهیگیری تفریحی یا برای اهداف زینتی استفاده می‌شود.
برکه‌های ماهی یکی از ویژگی‌های باغ سنتی در اقامتگاه‌های شرق آسیا هستند، مانند باغ‌های سنتی سوژو چین، کاخ امپراتوری ژاپن و کاخ گایونگ‌بوک کره جنوبی. در اروپای قرون وسطی، برای صومعه‌ها و قلعه‌ها (جوامع کوچک و تا حدی خودکفا) نیز معمول بود که حوض ماهی داشته باشند.
برخی از محبوب‌ترین گونه‌های ماهی که در استخرهای پرورش ماهی پرورش می‌یابند، کپور و اردک‌ماهی بودند. از قرن چهاردهم به بعد این ماهی‌ها به عنوان یکی از ویژگی‌های محبوب استخرهای ماهی مصنوعی شناخته شدند.